# Susanne Rappmann

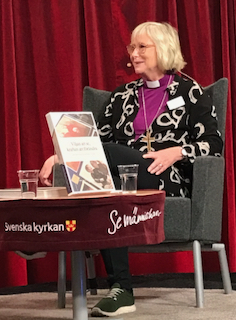
Susanne Rappmann

Marie Susanne Rappmann (* als Susanne Norrhall am 2. Februar 1965 in Norra Vram, Skåne län) ist eine schwedische Geistliche und Bischöfin der lutherischen Schwedischen Kirche. Rappmann hat seit März 2018 als 24. Person das Bischofsamt des Bistums Göteborg seit 1665 inne und ist die erste Frau auf diesem Bischofssitz.

## Leben
Susanne Rappmann wurde 1992 für das Bistum Göteborg ordiniert. Bis zu ihrer Wahl zur Bischöfin wirkte sie als Pfarrerin in der Gemeinde Mölndal. Davor war sie Pastorin in der Pfarrei Värö-Stråvalla und in der Gemeinde Stensjö. Sie wurde 2005 an der Universität Karlstad mit einer Arbeit zu Behinderung in theologischer Perspektive promoviert und arbeitete als Universitätsdozentin an der Universität Karlstad und bei der Bräcke Diakoni.
Der bischöfliche Wahlspruch von Susanne Rappmann lautet: Vår Gud bär sår („Unser Gott trägt Wunden“). Es ist inspiriert von Ylva Eggehorns Gedicht No Other God Has Wounds. Sie selbst erläutert ihren Wahlspruch so:

”Tron på en Gud som bär egna och andras sår hör till det mest hoppfulla jag vet […] Vi behöver hopp som kämpande människor men också som kyrka. Genom valspråket vill jag inspirera till att våga dela sårbarhet, tro på försoningens möjlighet och omsätta tron i praktisk handling.”

„Der Glaube an einen Gott, der die eigenen und die Wunden anderer trägt, gehört zu den hoffnungsvollsten, die ich kenne […] Wir brauchen Hoffnung als Kämpfer, aber auch als Kirche. Mit diesem Wahlspruch möchte ich Mut machen, die Verletzlichkeit zu teilen, an die Möglichkeit der Versöhnung zu glauben und den Glauben in praktisches Handeln umzusetzen.“

## Veröffentlichungen
- Susanne Rappmann: Kristi kropp som kritisk metafor: teologisk reflektion kring funktionshinder (= Karlstad University studies). Karlstad University Press, Karlstad 2005, ISBN 91-85335-75-4 (schwedisch, Dissertation).